# Skrzydłowarg czarnogłowy
Skrzydłowarg czarnogłowy (Pterinochilus alluaudi) – gatunek pająka z rodziny ptasznikowatych. Endemit Kenii.

## Taksonomia
Gatunek ten opisany został po raz pierwszy w 1914 roku przez Luciena Berlanda. Jako lokalizację typową wskazano Maji ya Chumvi w Kenii. Epitet gatunkowy nadano na cześć Charlesa A. Alluauda.

## Morfologia
Znany nauce pozostaje pojedynczy okaz samca o ciele długości 27,9 mm, prosomie długości 12 mm i szerokości 9,7 mm oraz opistosomie długości 12,1 mm i szerokości 7,7 mm.
Karapaks jest niski, o złocistych rozchodzących się promieniście paskach i wykształconej w postaci poprzecznej szczeliny jamce. Na tylno-bocznej powierzchni szczękoczułka leży duża skopula z dobrze wykształconych szczecinek pierzastych o funkcji strydulacyjnej, współpracująca ze skopulą podobnych szczecinek na przednio-bocznej powierzchni krętarza nogogłaszczka. Liczba kuspuli na wardze dolnej to około 40, a na szczękach około setki. Wszystkie pary stóp oraz nadstopia pary od pierwszej do trzeciej mają pełne skopule, natomiast na nadstopiach pary ostatniej skopule podzielone są wzdłużnym pasmem usztywnionych szczecinek. Nadstopia pierwszej pary są proste, a u uda trzeciej pary niepowiększone.
Wierzch opistosomy ma niezbyt wyraźny wzór ciemnych pasków i kropek, spód zaś jest bladobrązowy z jaśniejszą przepaską u przodu pokryw płuc książkowych i skutum epigastrycznego. Ostatni człon kądziołków przędnych tylnej pary ma palcowaty kształt.
Nogogłaszczki dysponują gruszkowatym bulbusem z wyjątkowo na tle rodzaju ukształtowanym embolusem – jest krótki, przysadzisty i wyposażony w trzy kile (przednio-boczny górny, przednio-boczny dolny i wierzchołkowy) nadające mu trójkątny przekrój.

## Ekologia i występowanie
Dojrzałego samca odnaleziono w lipcu.
Ptasznik afrotropikalny, endemiczny dla Kenii, znany tylko z lokalizacji typowej. Odnaleziony na rzędnych 200 m n.p.m.